# 阿比坦
阿比坦（法語：Abitain，法語發音：[abitɛ̃]）是法国大西洋比利牛斯省的一个市镇，属于奥洛龙-圣玛丽区。

## 地理
阿比坦（43°25'15.2"N, 0°59'21.3"W）面积6.59 平方千米，位于法国新阿基坦大区大西洋比利牛斯省，该省份为法国东南部省份，涵盖了贝阿恩与北巴斯克，西临大西洋比斯開灣，北至朗德省，东北接热尔省，东临上比利牛斯省，南与西班牙接壤。
与阿比坦接壤的市镇（或旧市镇、城区）包括：阿尔布埃特-叙索特、阿托斯-阿斯皮斯、欧特维耶勒-圣马丹-比德朗、埃斯科斯、伊拉尔、拉巴斯蒂德自由城、奥拉斯。
阿比坦的时区为UTC+01:00、UTC+02:00（夏令时）。

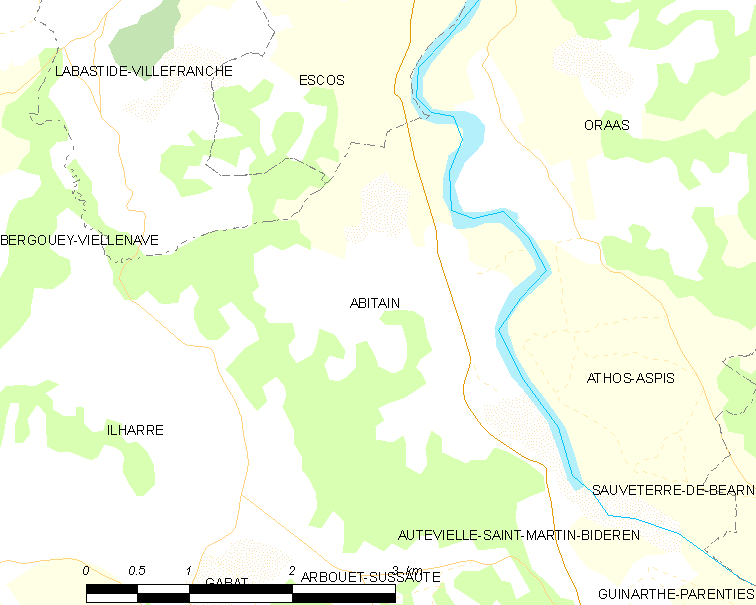
阿比坦的OSM定位图

## 行政
阿比坦的邮政编码为64390，INSEE市镇编码为64004。

## 政治
阿比坦所属的省级选区为奥尔泰兹-激流与盐之地县。

## 人口

1962-2008年间阿比坦人口变化图示

阿比坦于2022年1月1日时的人口数量为115人。